# Italian Football League 2013
L'Italian Football League 2013 è la 6ª edizione del campionato di football americano organizzato dalla IFL e dalla FIDAF. La stagione è iniziata il 23 marzo ed è terminata con la disputa del XXXIII Italian Superbowl il 6 luglio 2013, a Ferrara.

## Squadre partecipanti
| Club               | Città         | Stadio                              | Sponsor ufficiale | Risultato nella stagione 2012   |
| ------------------ | ------------- | ----------------------------------- | ----------------- | ------------------------------- |
| Dolphins Ancona    | Ancona        | Stadio Dorico                       | Energy Building   | 6º posto in regular season IFL  |
| Giants Bolzano     | Bolzano       | Stadio Europa                       |                   | Semifinale IFL                  |
| Hogs Reggio Emilia | Reggio Emilia | Stadio Andrea Torelli (Scandiano)   |                   | 7º posto in regular season IFL  |
| Marines Lazio      | Roma          | Stadio Giannattasio (Stella Polare) | MisterSex         | 11º posto in regular season IFL |
| Panthers Parma     | Parma         | Stadio XXV Aprile                   |                   | Vincitori IFL                   |
| Rhinos Milano      | Milano        | Velodromo Maspes-Vigorelli          | Sampla Belting    | 4º posto in regular season IFL  |
| Seamen Milano      | Milano        | Velodromo Maspes-Vigorelli          |                   | 9º posto in regular season IFL  |
| Warriors Bologna   | Bologna       | Stadio Lunetta Gamberini            |                   | Semifinale IFL                  |

## Import
| Club               |                 |                  |                     |
| ------------------ | --------------- | ---------------- | ------------------- |
| Dolphins Ancona    | Rocky Pentello  | Mitch McGrath    | Matthew Gordon      |
| Giants Bolzano     | Henry Harris    | Jermaine Strong  | Robert Gillett      |
| Hogs Reggio Emilia | Sha-Ron Edwards | Jamail Berry     | Demetri Huffman     |
| Marines Lazio      | Kellen Pruitt   | Anthony Gardner  | Erik Pedersen       |
| Panthers Parma     | Ryan Christian  | Jared Karstetter | Ben Johnson         |
| Rhinos Milano      | AJ Storms       | Chris Forcier    | Phillip Silverstein |
| Seamen Milano      | Jordan LaSecla  | Jeff Souder      | Shawn Abuhoff       |
| Warriors Bologna   | Walter Peoples  | Jacob Caron      | Jordan Scott        |

Fonte:  [IFL] Inizia la stagione 2013, su huddle.org.

## Stagione regolare

### Calendario

#### 1ª giornata
| Milano 23 marzo 2013, ore 18:10 CEST | Rhinos Milano | 12 – 13 (0-7 6-3 0-0 6-3) referto | Panthers Parma | Velodromo Maspes-Vigorelli, via Arona (500 spett.)\| Arbitro: \| Sala \| |
| Arbitro:                             | Sala          |                                   |                |                                                                          |

| Bologna 23 marzo 2013, ore 21:00 CEST | Warriors Bologna | 29 – 13 (0-0 14-13 7-0 8-0) referto | Marines Lazio | C.S. Bernardi, Alfheim Field, via degli Orti 60 (800 spett.)\| Arbitro: \| Calandrelli \| |
| Arbitro:                              | Calandrelli      |                                     |               |                                                                                           |

| Bolzano 24 marzo 2013, ore 15:00 CEST | Giants Bolzano | 6 – 15 (0-2 0-7 6-6 0-0) referto | Seamen Milano | Stadio Europa, via Resia 1 (70 spett.)\| Arbitro: \| Leonard \| |
| Arbitro:                              | Leonard        |                                  |               |                                                                 |

| Scandiano 24 marzo 2013, ore 15:00 CEST | Hogs Reggio Emilia | 12 – 7 (0-7 0-0 6-0 6-0) referto | Dolphins Ancona | Stadio Andrea Torelli, Via Della Repubblica (100 spett.) |

#### 2ª giornata
| Milano 6 aprile 2013, ore 20:30 CEST | Seamen Milano | 14 – 0 (6-0 0-0 0-0 8-0) referto | Rhinos Milano | Velodromo Maspes-Vigorelli, via Arona (2400 spett.)\| Arbitro: \| Toscano \| |
| Arbitro:                             | Toscano       |                                  |               |                                                                              |

| Bologna 6 aprile 2013, ore 21:00 CEST | Warriors Bologna | 14 – 9 (0-0 0-0 7-0 7-9) referto | Dolphins Ancona | C.S. Bernardi, Alfheim Field, via degli Orti 60 (1000 spett.)\| Arbitro: \| Sala \| |
| Arbitro:                              | Sala             |                                  |                 |                                                                                     |

| Roma 6 aprile 2013, ore 21:00 CEST | Marines Lazio | 21 – 3 (6-3 8-0 7-0 0-0) referto | Hogs Reggio Emilia | Stadio Giannattasio, Lido di Ostia (100 spett.)\| Arbitro: \| Evans \| |
| Arbitro:                           | Evans         |                                  |                    |                                                                        |

| Bolzano 7 aprile 2013, ore 15:05 CEST | Giants Bolzano | 6 – 17 (0-0 0-3 0-14 6-0) referto | Panthers Parma | Stadio Europa (120 spett.)\| Arbitro: \| Tansini \| |
| Arbitro:                              | Tansini        |                                   |                |                                                     |

#### 3ª giornata
| Scandiano 20 aprile 2013, ore 15:00 CEST | Hogs Reggio Emilia | 16 – 17 (0-7 10-7 0-3 6-0) referto | Warriors Bologna | Stadio Andrea Torelli (150 spett.) |

| Milano 20 aprile 2013, ore 20:00 CEST | Seamen Milano | 6 – 35 (0-7 0-7 0-21 6-0) referto | Panthers Parma | Velodromo Maspes-Vigorelli, via Arona (250 spett.)\| Arbitro: \| Cannella \| |
| Arbitro:                              | Cannella      |                                   |                |                                                                              |

| Ancona 20 aprile 2013, ore 20:30 CEST | Dolphins Ancona | 26 – 14 (0-0 20-7 6-7 0-0) referto | Marines Lazio | Stadio Dorico (300 spett.)\| Arbitro: \| V. Liguori \| |
| Arbitro:                              | V. Liguori      |                                    |               |                                                        |

| Bolzano 21 aprile 2013, ore 15:05 CEST | Giants Bolzano | 35 – 54 (0-20 14-14 7-20 14-0) referto | Rhinos Milano | Stadio Europa (70 spett.)\| Arbitro: \| Cannella \| |
| Arbitro:                               | Cannella       |                                        |               |                                                     |

#### 4ª giornata
| Ancona 27 aprile 2013, ore 20:00 CEST | Dolphins Ancona | 28 – 20 (6-0 16-7 6-6 0-7) referto | Panthers Parma | Stadio Dorico (300 spett.)\| Arbitro: \| Cannella \| |
| Arbitro:                              | Cannella        |                                    |                |                                                      |

| Bolzano 28 aprile 2013, ore 15:30 CEST | Giants Bolzano | 21 – 20 (7-7 14-0 0-13 0-0) referto | Marines Lazio | Stadio Europa (100 spett.)\| Arbitro: \| Cutania \| |
| Arbitro:                               | Cutania        |                                     |               |                                                     |

#### 5ª giornata
| Milano 4 maggio 2013, ore 18:00 CEST | Seamen Milano | 31 – 12 (0-0 10-6 7-6 14-0) referto | Dolphins Ancona | Velodromo Maspes-Vigorelli, via Arona (400 spett.)\| Arbitro: \| Galluppi \| |
| Arbitro:                             | Galluppi      |                                     |                 |                                                                              |

| Scandiano 4 maggio 2013, ore 20:30 CEST | Hogs Reggio Emilia | 21 – 14 (0-0 7-0 0-14 14-0) referto | Rhinos Milano | Stadio Andrea Torelli (100 spett.) |

| Bologna 4 maggio 2013, ore 21:00 CEST | Warriors Bologna | 14 – 34 (7-0 0-19 0-3 7-12) referto | Giants Bolzano | C.S. Bernardi, Alfheim Field, via degli Orti 60 (1200 spett.) |

#### 6ª giornata
| Milano 11 maggio 2013, ore 18:05 CEST | Seamen Milano | 31 – 23 (14-0 10-7 0-7 7-9) referto | Giants Bolzano | Velodromo Maspes-Vigorelli, via Arona (400 spett.)\| Arbitro: \| Tansini \| |
| Arbitro:                              | Tansini       |                                     |                |                                                                             |

| Ancona 11 maggio 2013, ore 20:30 CEST | Dolphins Ancona | 19 – 0 (0-0 6-0 7-0 6-0) referto | Hogs Reggio Emilia | Stadio Dorico (300 spett.)\| Arbitro: \| D. Galluppi \| |
| Arbitro:                              | D. Galluppi     |                                  |                    |                                                         |

| Parma 12 maggio 2013, ore 15:00 CEST | Panthers Parma | 37 – 28 (7-7 17-7 0-7 13-7) referto | Rhinos Milano | Stadio XXV Aprile (700 spett.)\| Arbitro: \| Perona \| |
| Arbitro:                             | Perona         |                                     |               |                                                        |

| Roma 12 maggio 2013, ore 16:30 CEST | Marines Lazio | 14 – 28 (0-0 0-15 0-7 14-6) referto | Warriors Bologna | Stadio Giannattasio, Lido di Ostia (150 spett.) |

#### 7ª giornata
| Milano 18 maggio 2013, ore 17:55 CEST | Rhinos Milano | 12 – 13 (6-0 0-0 6-7 0-6) referto | Seamen Milano | Velodromo Maspes-Vigorelli, via Arona (900 spett.) |

| Ancona 18 maggio 2013, ore 20:00 CEST | Dolphins Ancona | 15 – 13 (9-0 3-7 3-0 0-6) referto | Warriors Bologna | Stadio Dorico (300 spett.)\| Arbitro: \| Toscano \| |
| Arbitro:                              | Toscano         |                                   |                  |                                                     |

| Scandiano 18 maggio 2013, ore 20:30 CEST | Hogs Reggio Emilia | 27 – 0 (6-0 14-0 0-0 7-0) referto | Marines Lazio | Stadio Andrea Torelli (100 spett.) |

| Parma 19 maggio 2013, ore 15:00 CEST | Panthers Parma | 45 – 6 (28-0 10-0 0-0 7-6) referto | Giants Bolzano | Stadio XXV Aprile (600 spett.)\| Arbitro: \| Tansini \| |
| Arbitro:                             | Tansini        |                                    |                |                                                         |

#### 8ª giornata
| Roma 25 maggio 2013, ore 14:50 CEST | Marines Lazio | 37 – 34 (13-6 0-14 14-7 3-0) referto | Seamen Milano | Stadio Giannattasio (50 spett.) |

| Pero 25 maggio 2013, ore 18:00 CEST | Rhinos Milano | 28 – 21 (7-14 0-0 7-7 14-0) referto | Warriors Bologna | Stadio Gianni Brera (200 spett.)\| Arbitro: \| Liguori \| |
| Arbitro:                            | Liguori       |                                     |                  |                                                           |

| Parma 26 maggio 2013, ore 15:00 CEST | Panthers Parma | 53 – 0 (3-0 35-0 9-0 6-0) referto | Hogs Reggio Emilia | Stadio XXV Aprile (500 spett.)\| Arbitro: \| Galluppi \| |
| Arbitro:                             | Galluppi       |                                   |                    |                                                          |

#### 9ª giornata
| Bologna 1º giugno 2013, ore 21:00 CEST | Warriors Bologna | 34 – 6 (14-6 10-0 3-0 7-0) referto | Hogs Reggio Emilia | C.S. Bernardi, Alfheim Field, via degli Orti 60 (1500 spett.) |

| Roma 1º giugno 2013, ore 21:00 CEST | Marines Lazio | 13 – 47 (7-7 0-21 0-12 6-7) referto | Dolphins Ancona | Stadio Giannattasio (100 spett.) |

| Parma 2 giugno 2013, ore 15:00 CEST | Panthers Parma | 40 – 6 (14-0 13-6 6-0 7-0) referto | Seamen Milano | Stadio XXV Aprile (500 spett.)\| Arbitro: \| Scrignani \| |
| Arbitro:                            | Scrignani      |                                    |               |                                                           |

| Pero 2 giugno 2013, ore 15:00 CEST | Rhinos Milano | 7 – 21 (0-7 7-14 0-0 0-0) referto | Giants Bolzano | Stadio Gianni Brera (250 spett.)\| Arbitro: \| Sala \| |
| Arbitro:                           | Sala          |                                   |                |                                                        |

### Classifica
La classifica della regular season è la seguente:
- PCT = percentuale di vittorie, G = partite giocate, V = partite vinte, P = partite perse, PF = punti fatti, PS = punti subiti
- La qualificazione diretta alle semifinali è indicata in verde
- La qualificazione al turno di wild card è indicata in giallo

#### Girone A
| Pos. | Squadra        | PCT  | G | V | P | PF  | PS  |
| ---- | -------------- | ---- | - | - | - | --- | --- |
| 1    | Panthers Parma | .875 | 8 | 7 | 1 | 260 | 92  |
| 2    | Seamen Milano  | .625 | 8 | 5 | 3 | 150 | 165 |
| 3    | Giants Bolzano | .375 | 8 | 3 | 5 | 152 | 203 |
| 4    | Rhinos Milano  | .250 | 8 | 2 | 6 | 155 | 175 |

#### Girone B
| Pos. | Squadra            | PCT  | G | V | P | PF  | PS  |
| ---- | ------------------ | ---- | - | - | - | --- | --- |
| 1    | Warriors Bologna   | .625 | 8 | 5 | 3 | 170 | 135 |
| 2    | Dolphins Ancona    | .625 | 8 | 5 | 3 | 163 | 117 |
| 3    | Hogs Reggio Emilia | .375 | 8 | 3 | 5 | 85  | 165 |
| 4    | Marines Lazio      | .250 | 8 | 2 | 6 | 132 | 215 |

## Playoff
|  | Wild card | Wild card          | Wild card      |                 |                | Semifinali     | Semifinali       | Semifinali |  |  | XXXIII Italian Superbowl | XXXIII Italian Superbowl | XXXIII Italian Superbowl |  |
|  |           |                    |                |                 |                |                |                  |            |  |  |                          |                          |                          |  |
|  |           |                    |                |                 |                | 1              | Warriors Bologna | 22         |  |  |                          |                          |                          |  |
|  |           |                    |                |                 |                | 1              | Warriors Bologna | 22         |  |  |                          |                          |                          |  |
|  |           |                    |                | Seamen Milano   | 32             |                |                  |            |  |  |                          |                          |                          |  |
|  | 2         | Seamen Milano      | 14             | Seamen Milano   | 32             |                |                  |            |  |  |                          |                          |                          |  |
|  | 2         | Seamen Milano      | 14             |                 |                |                |                  |            |  |  |                          |                          |                          |  |
|  | 5         | Hogs Reggio Emilia | 9              |                 |                |                |                  |            |  |  |                          |                          |                          |  |
|  | 5         | Hogs Reggio Emilia | 9              |                 | Panthers Parma | Panthers Parma | 51               |            |  |  |                          |                          |                          |  |
|  |           |                    |                |                 |                |                |                  |            |  |  |                          |                          |                          |  |
|  |           |                    | Seamen Milano  | Seamen Milano   | 28             |                |                  |            |  |  |                          |                          |                          |  |
|  |           |                    |                | Seamen Milano   | 28             |                |                  |            |  |  |                          |                          |                          |  |
|  |           |                    |                |                 |                |                |                  |            |  |  |                          |                          |                          |  |
|  |           |                    |                |                 |                |                |                  |            |  |  |                          |                          |                          |  |
|  |           | 2                  | Panthers Parma | 34              |                |                |                  |            |  |  |                          |                          |                          |  |
|  |           |                    |                | 34              |                |                |                  |            |  |  |                          |                          |                          |  |
|  |           |                    |                | Dolphins Ancona | 16             |                |                  |            |  |  |                          |                          |                          |  |
|  | 3         | Dolphins Ancona    | 41             | Dolphins Ancona | 16             |                |                  |            |  |  |                          |                          |                          |  |
|  | 3         | Dolphins Ancona    | 41             |                 |                |                |                  |            |  |  |                          |                          |                          |  |
|  | 6         | Giants Bolzano     | 34             |                 |                |                |                  |            |  |  |                          |                          |                          |  |

### Wild Card
| Milano 15 giugno 2013, ore 19:45 CEST | Seamen Milano | 14 – 9 (0-0 0-0 14-0 0-9) referto | Hogs Reggio Emilia | Velodromo Maspes-Vigorelli, via Arona (1000 spett.)\| Arbitro: \| Perona \| |
| Arbitro:                              | Perona        |                                   |                    |                                                                             |

| Ancona 15 giugno 2013, ore 20:30 CEST | Dolphins Ancona | 41 – 34 (7-7 13-20 8-0 13-7) referto | Giants Bolzano | Stadio Dorico (1000 spett.) |

### Semifinali
| Bologna 22 giugno 2013, ore 21:00 CEST | Warriors Bologna | 22 – 32 (7-0 7-6 0-6 8-20) referto | Seamen Milano | C.S. Bernardi, Alfheim Field, via degli Orti 60 (1500 spett.) |

| Parma 23 giugno 2013, ore 16:00 CEST | Panthers Parma | 34 – 16 (0-9 0-0 17-7 17-0) referto | Dolphins Ancona | Stadio XXV Aprile (1200 spett.)\| Arbitro: \| Tansini \| |
| Arbitro:                             | Tansini        |                                     |                 |                                                          |

### XXXIII Italian Superbowl
| Ferrara 6 luglio 2013, ore 20:30 CEST | Panthers Parma | 51 – 28 (23-7 14-13 14-0 0-8) referto | Seamen Milano | Stadio Paolo Mazza (5000 spett.)\| Arbitro: \| Liguori \| |
| Arbitro:                              | Liguori        |                                       |               |                                                           |

## XXXIII Italian Superbowl
La partita finale, chiamata XXXIII Italian Superbowl si è giocata il 6 luglio 2013 a Ferrara.